# Felipe Jorge Bibí
Felipe Jorge (n Río de Janeiro el 11 de febrero de 1910 † Ibídem,18 de mayo de 2000), apodado «Bibí» fue un futbolista brasileño que se desempeñaba en la posición de defensor central. 
Surgido de las inferiores del Flamengo, hizo su debut en el año 1931 frente al Carioca en lo que fue una victoria de su equipo por 1 a 0. Disputó un total de 73 partidos con el conjunto «carioca».
Es mayormente conocido en Argentina por formar parte del Club Atlético Boca Juniors durante la década del 30. Integró las filas del conjunto «xeneize» y se consagró campeón del campeonato de la Primera División de Argentina en su edición de 1934. Integró una dupla defensiva junto con su compatriota Moisés Alves do Río en dicho torneo.
Con la llegada de otro futbolista brasilero, Domingos Antônio da Guia, se vio obligado a emigrar, ya que perdió el puesto con su compatriota, quien era considerado un jugador de mayor jerarquía, al formar parte habitualmente de la Selección de fútbol de Brasil.
En 1936 pasa a Independiente de Avellaneda, en donde estuvo muy poco tiempo y no sumó minutos, ese mismo año pasa al Club Atlético Platense, en donde prácticamente no hace ninguna aparición y decide retirarse de la actividad profesional ese mismo año. 

## Biografía
Surgido del club Flamengo, debutó en el año 1931. Permaneció en aquel club durante cuatro años sumando un total de 73 partidos disputados en una época de transición para el fútbol de Brasil, ya que se estaba trasladando hacia el denominado profesionalismo, algo que en Argentina ya estaba consumado un par de años antes.
Pasó al fútbol argentino en una época en donde los futbolistas brasileros emigraban a Argentina. Formó parte de Boca Juniors, Independiente y por último de Platense, logrando consagrarse con el club de la ribera por única vez en su carrera, en 1934.
Se retiró del fútbol de manera temprana.

## Clubes
| Club          | País      | Año       |
| ------------- | --------- | --------- |
| Flamengo      | Brasil    | 1931-1934 |
| Boca Juniors  | Argentina | 1934-1935 |
| Independiente | Argentina | 1936      |
| Platense      | Argentina | 1936      |

## Palmarés

### Campeonatos nacionales
| Título           | Club         | País      | Año  |
| ---------------- | ------------ | --------- | ---- |
| Primera División | Boca Juniors | Argentina | 1935 |